# باشگاه فوتبال فورسکلا پولتاوا
باشگاه فوتبال فورسکلا پولتاوا  (به اوکراینی: ФК «Ворскла» Полтава) باشگاه فوتبال اوکراینی است که در شهر پولتاوا قرار دارد و هم‌اکنون در لیگ برتر فوتبال اوکراین بازی می‌کند.
این باشگاه در سال ۱۹۵۵ میلادی تأسیس شده‌است.

## افتخارات
- لیگ برتر فوتبال اوکراین 
  - مقام سوم (۱): ۹۷–۱۹۹۶
- لیگ دسته اول فوتبال اوکراین 
  - قهرمان (۱): ۹۶–۱۹۹۵
- جام حذفی فوتبال اوکراین
  - قهرمان (۱): 09–2008